# Krovostok
Krovostok (Russisch: Кровосто́к; uitspraak: [krɐvɐˈstok]; letterlijk ‘bloedstroom’) is een Russische rapgroep uit Moskou. De muziek van Krovostok staat bekend om haar expliciete teksten die op karakteristiek droge en monotone manier worden gebracht, met thema’s als geweld, seks, drugs, alcohol, en het leven in Rusland na het uiteenvallen van de Sovjet-Unie.

## Geschiedenis
Kunstenaar en dichter Anton Tsjernjak (alias Sjilo) en collega-kunstenaar Dmitri Fajn (Feldman) gingen naar dezelfde school in Moskou en traden daarna beiden toe tot het kunstenaarscollectief Fenso. Daarna trad Tsjernjak op met de groep Antitankgranaat (Protivotankovaja granata). In club PoesjkinG maakten Tsjernjak en Sergej Krylov kennis met elkaar, waar Krylov als barman werkte.
Aanvankelijk maakte het drietal gedichten die ze op breakbeat zetten. Op de website krovostok.ru verschenen acht composities die later op het debuutalbum Reka krovi (‘Bloedrivier’) zou verschijnen. Vanaf het najaar 2004 begon Krovostok aanvankelijk besloten concerten te geven in Moskouse clubs.In 2006 verscheen het tweede album Skvoznoje. 
In het begin van 2007 werden tracks, geproduceerd door Fantomas2000, van een nog te verschenen tweede album op internet gepubliceerd. Gantelja (‘Halters’) verscheen op 22 januari 2008.
In maart 2012 maakte Krovostok via Twitter bekend dat het nieuwe album Stoeden (‘Vleesgelei’) gratis te downloaden was.
Het album Lombard (‘Lommerd’) verscheen op 6 maart 2015. Op 30 maart 2018 kwam het album TsjB uit. 

### Rechtszaak
In juli 2015 besloot het gerecht van het rajon Kirov dat de informatie op de website van Krovostok in strijd met de wet was, omdat de teksten geweld en drugsgebruik zouden propageren. Fajn, auteur van de teksten, noemde het verbod op zijn werk ongrondwettig.
Echter, op 12 november verklaarde de rechtbank van de oblast Jaroslavl het verbod op de muziek en de blokkering van de site van Krovostok door de lagere rechtbank in Kirov nietig en verwierp de aanklachten van de openbaar aanklager in het geheel.

## Discografie

### Albums
| Jaar | Titel      |
| ---- | ---------- |
| 2004 | Reka krovi |
| 2006 | Skvoznoje  |
| 2008 | Gantelja   |
| 2012 | Stoeden    |
| 2015 | Lombard    |
| 2018 | TsjB       |

### Singles
| Jaar                             | Titel                     | Vertaling in het Nederlands |
| -------------------------------- | ------------------------- | --------------------------- |
| 2004                             |                           |                             |
| Biografija                       | Biografie                 |                             |
| Baklany                          | Aalscholvers              |                             |
| 2005                             |                           |                             |
| Chotsjesj?                       | Wil je?                   |                             |
| Razgovory o Napasach (feat. Kot) | Gesprekken over crunchers |                             |
| Gidrogasj                        |                           |                             |
| 2007                             |                           |                             |
| Gantelja                         | Halters                   |                             |
| GES                              | Waterkrachtcentrale       |                             |
| Besporjadki                      | Wanordes                  |                             |
| 2011                             |                           |                             |
| Predstavte                       | Stel je voor              |                             |
| Pora domoj                       | Tijd om naar huis te gaan |                             |
| Doesjno                          | Benauwd                   |                             |
| 2014                             |                           |                             |
| Nogti                            | Nagels                    |                             |
| Tsjerepovets                     | Tsjerepovets              |                             |
| Seks eto                         | Seks is …                 |                             |
| 2015                             | Lombard                   | Lommerd                     |
| 2016                             |                           |                             |
| Najok jok                        |                           |                             |
| DOESJ                            | Douche                    |                             |
| 2017                             | Golova                    | Hoofd                       |